# Make It Right (Lisa Stansfield-dal)
A Make It Right című dal Lisa Stansfield brit énekes-dalszerző 1994. szeptember 5-én megjelent kislemeze a Beverly Hills 90210 című amerikai drámasorozat  filmzenéjeként. A dalt Rhett Lawrence, Crystal Bernard, és Suzie Benzon írta. A producer Lawrece és Ian Devaney voltak.

## Megjelenések
A dalt az Egyesült Államokban 1994. szeptember 5-én promóciós kislemezként jelentették meg. A dal nem lett helyezett a Billboard Hot 100-as listán, azonban a Hot Dance Club Songs listán a 46., míg a Hot R&B Singles listán a 64. helyezést érte el. A dal október 2-án jelent meg Németországban, ám a promóció hiánya, és videó sem készült a dalról, ezért nem lett slágerlistás helyezés.  A dal mini CD lemezen is megjelent Japánban november 23-án. A dalhoz R. Kelly, Kenny "Dope" Gonzales és Rhett Lawrence készített remixeket.  A dal nem került fel egyetlen Stansfield albumra sem.

## Számlista
Német CD maxi single
1. "Make It Right" (Album Version) – 3:57
2. "Make It Right" (R. Kelly Remix) – 4:04
3. "Make It Right" (R. Kelly Groove Remix) – 3:42
4. "Make It Right" (R. Kelly Extended Groove Remix) – 5:19
5. "Make It Right" (Rhetro G-Mix) – 4:16

JapánCD single
1. "Make It Right" (R. Kelly Remix) – 4:04
2. "Make It Right" (R. Kelly Extended Groove Remix) – 5:19

US promóciós CD single
1. "Make It Right" (Album Version) – 3:57
2. "Make It Right" (Alternate Bridge) – 3:57

US promóciós CD maxi single
1. "Make It Right" (Kenny Dope Remix) – 3:58
2. "Make It Right" (Kenny Dope Extended Remix) – 5:58
3. "Make It Right" (Single Version) – 3:57
4. "Make It Right" (R. Kelly Remix) – 4:04
5. "Make It Right" (R. Kelly Extended Groove Remix) – 5:19
6. "Make It Right" (Rhetro G-Mix) – 4:16

## Slágerlista
| Slágerlista (1994-1995)                | Legjobb helyezések |
| -------------------------------------- | ------------------ |
| Kanada Adult Contemporary Tracks (RPM) | 29                 |
| Poland (LP3)                           | 26                 |
| US Hot Dance Club Songs (Billboard)    | 46                 |
| US Hot R&B/Hip-Hop Songs (Billboard)   | 64                 |